# Dalhalla
Il Dalhalla è un teatro all'aperto situato in una ex cava di pietra calcarea ed è usato come locale estivo per la musica. Si trova a 7 km (4,3 mi) a nord del Lago Siljan e del comune di Rättvik nella provincia di Dalarna, nella Svezia centrale.
Il nome nasce dall'unione di Dalarna e Valhalla.

## Storia
La cava, precedentemente nota come Draggängarna, ha una profondità di 60 m (200 ft), una lunghezza di 400 m (1 300 ft) e una larghezza di 175 m (574 ft). È stata in funzione fino al 1990. Il teatro all'aperto fu inaugurato nel 1995 e attualmente ha 4.000 posti. Le qualità acustiche sono paragonabili ai migliori palcoscenici all'aperto in Europa.
Il Dalhalla presenta 20-30 eventi ogni estate, da giugno a inizio settembre con una combinazione di opere, opere corali, jazz e concerti popolari che costituiscono la maggior parte del programma.
Nel 2005 artisti ospiti sono venuti dal Teatro Bol'šoj di Mosca e Mikīs Theodōrakīs ha celebrato il suo 80º compleanno. Nel giugno 2007 il gruppo rock inglese Procol Harum ha suonato con la Gävle Symphony Orchestra e il Dala Sinfonietta Choir, diretto da David Firman.
Il Museo Jussi Björling si trova nelle vicinanze.

## Galleria d'immagini

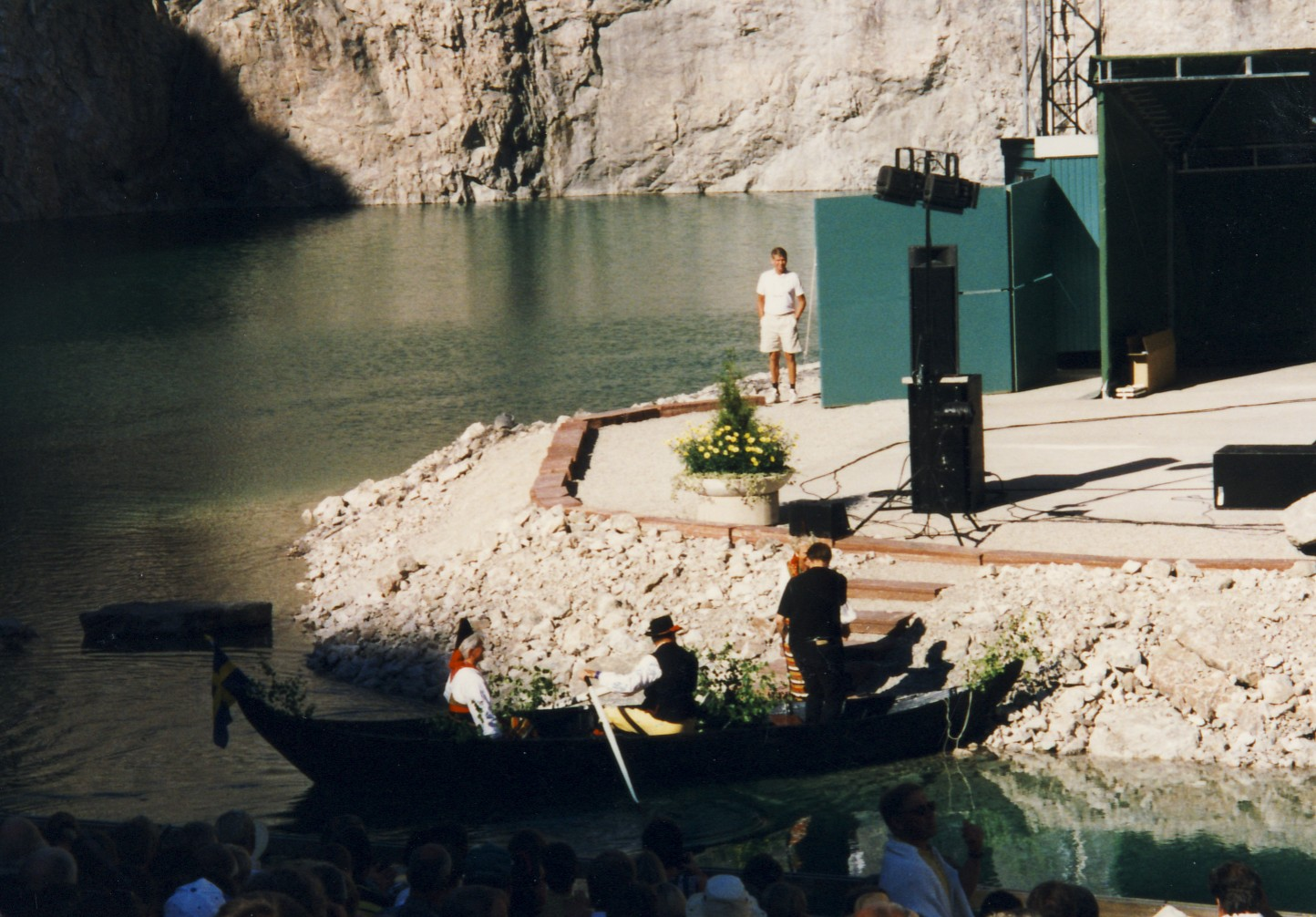
(1997)
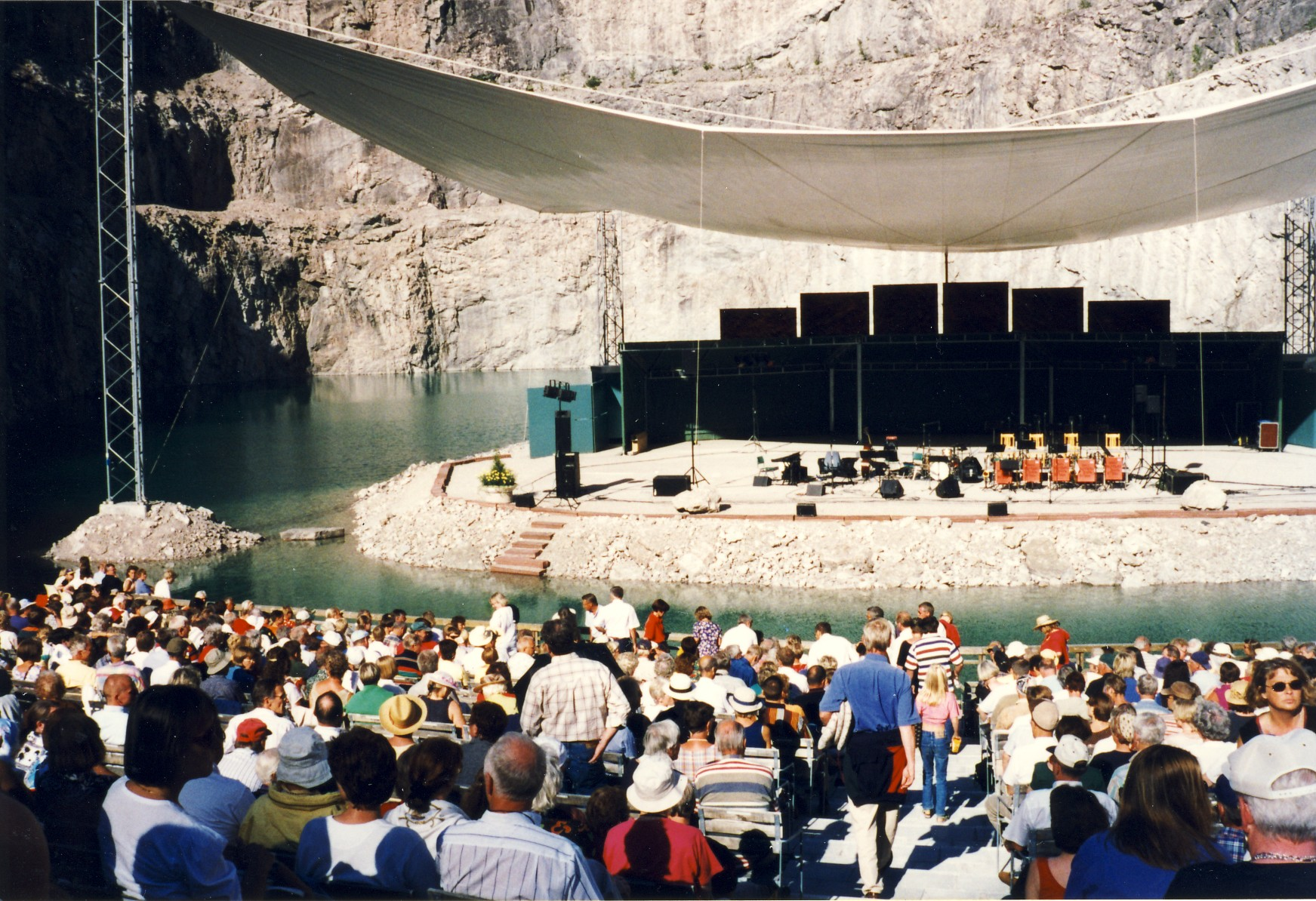
(1997)
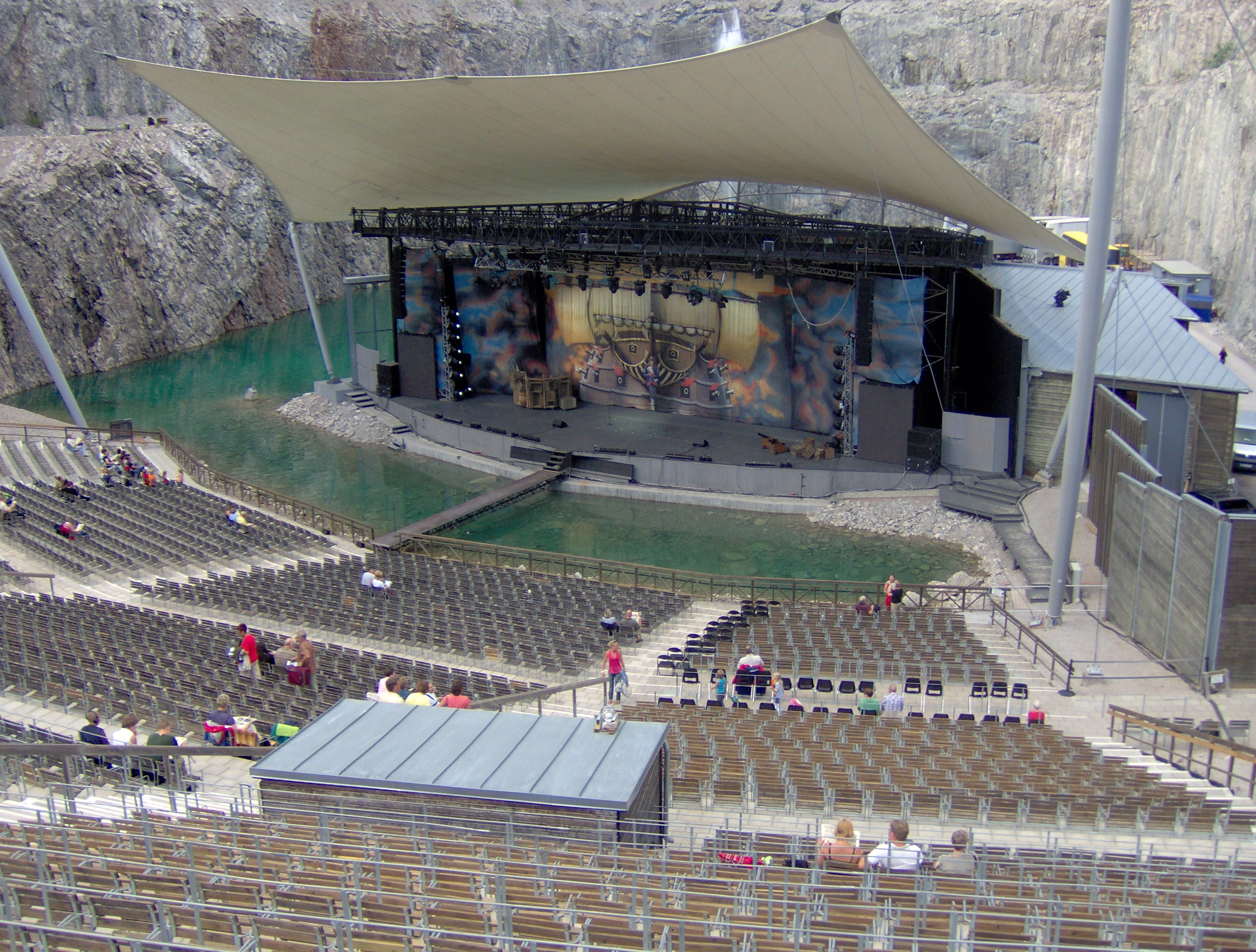
(2007)
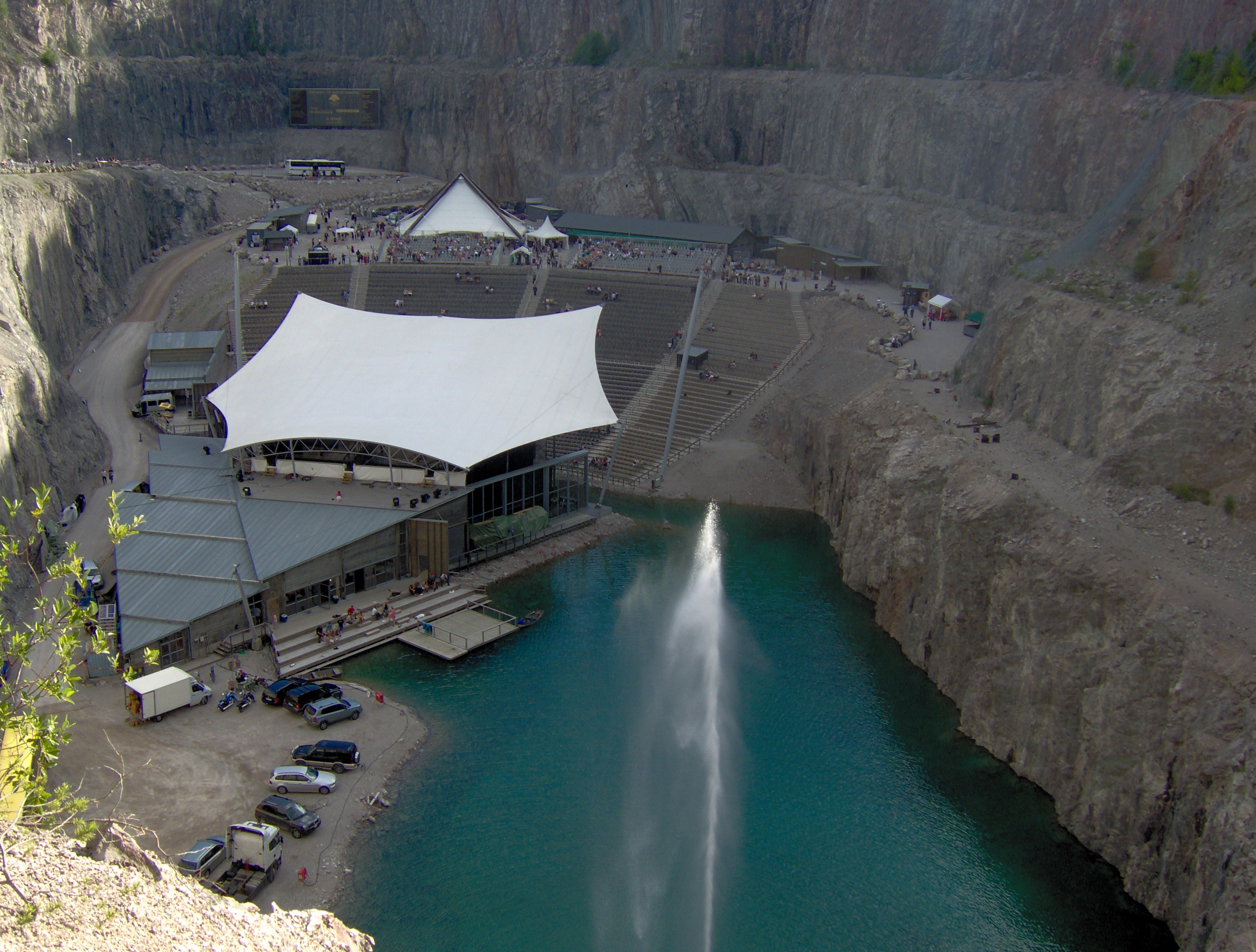
(2007)
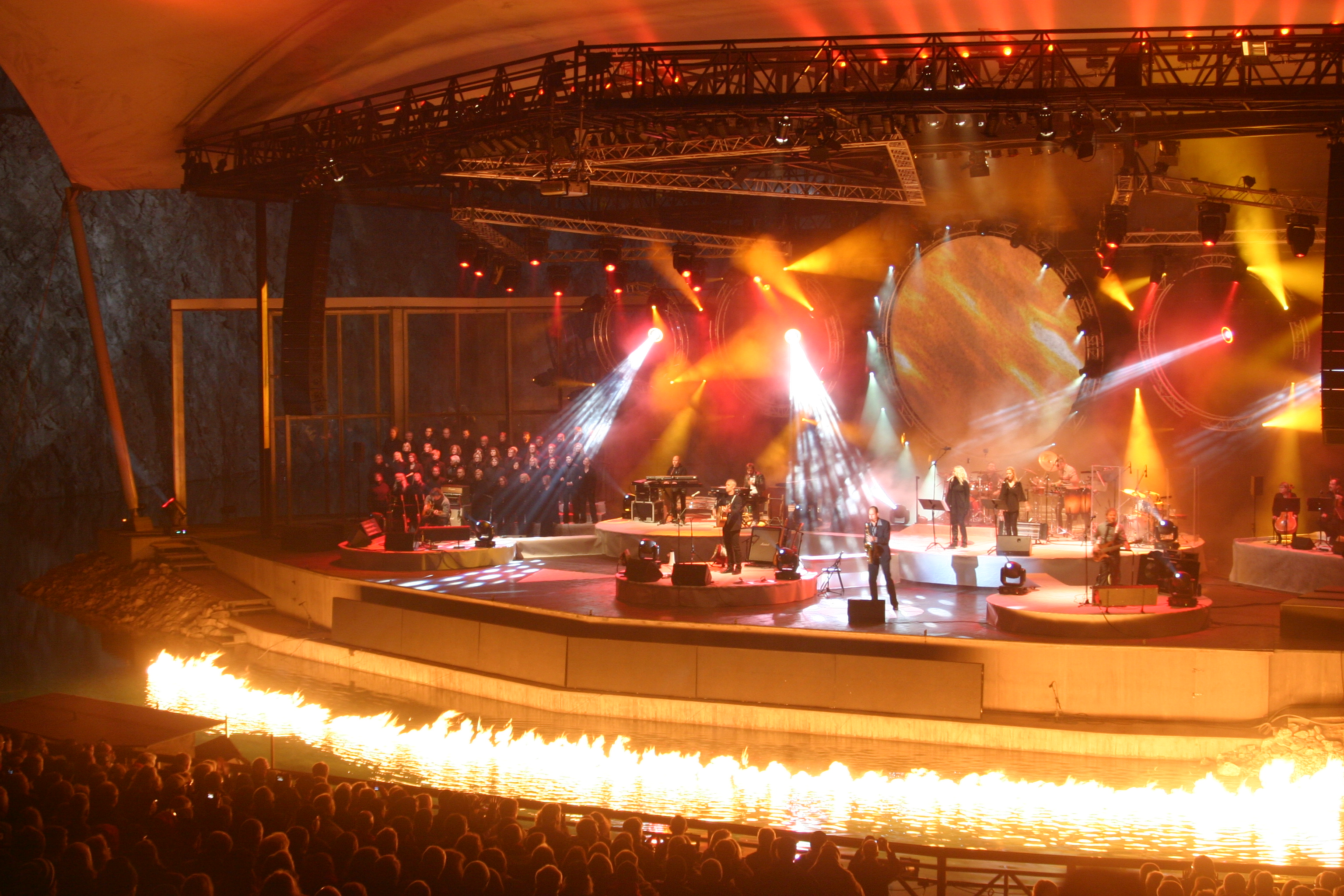
(2008)
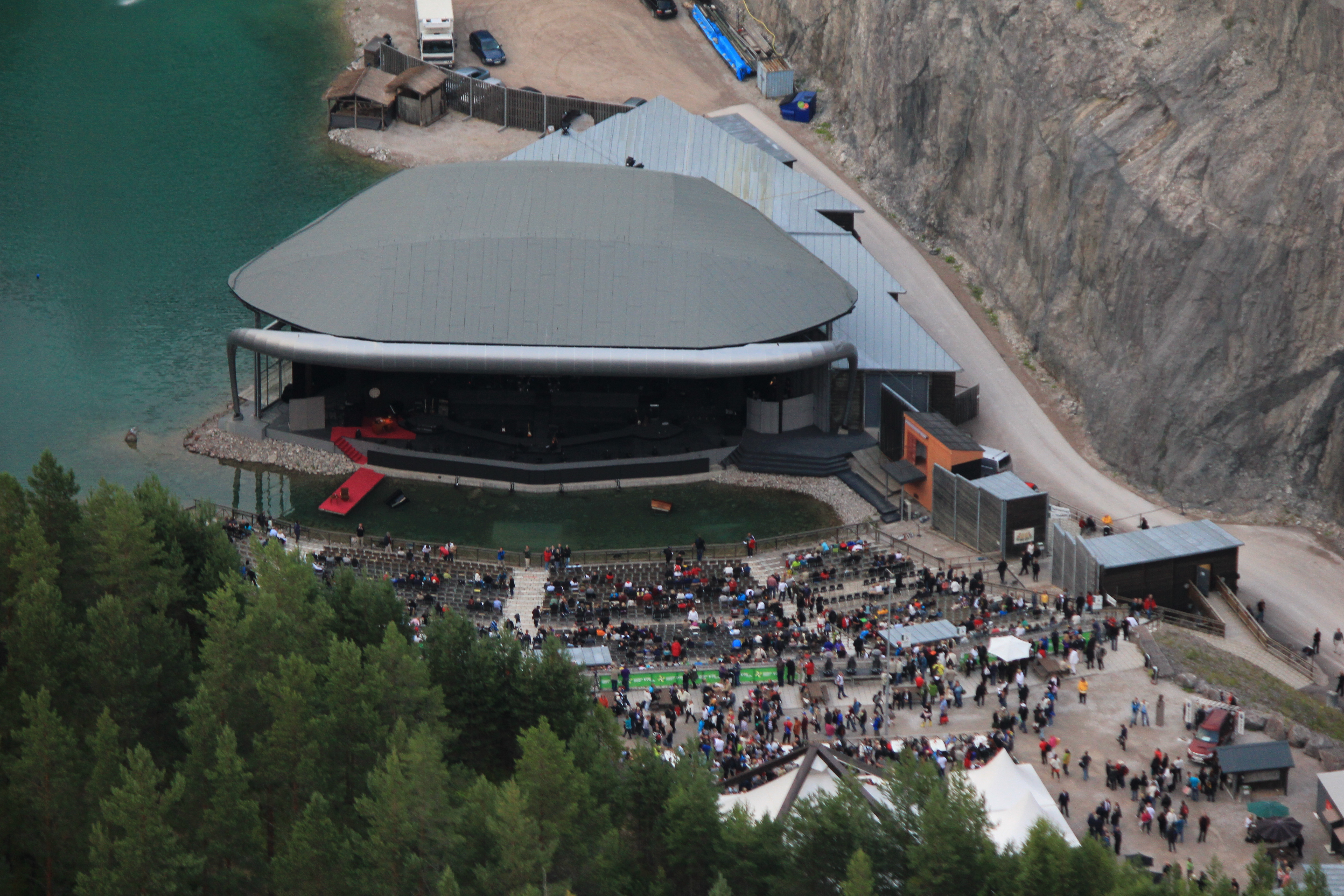
(2012)
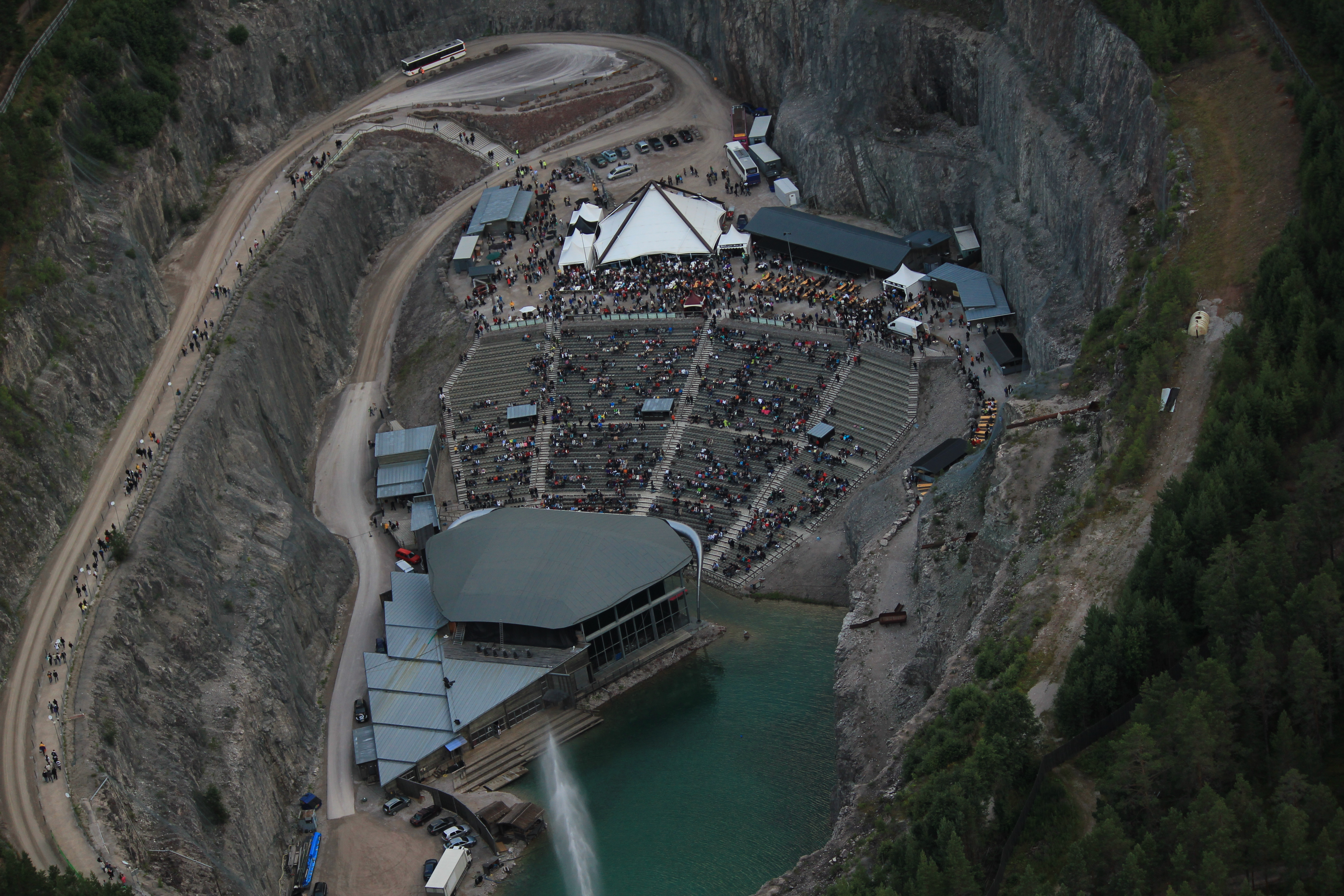
(2012)